# Gametangium

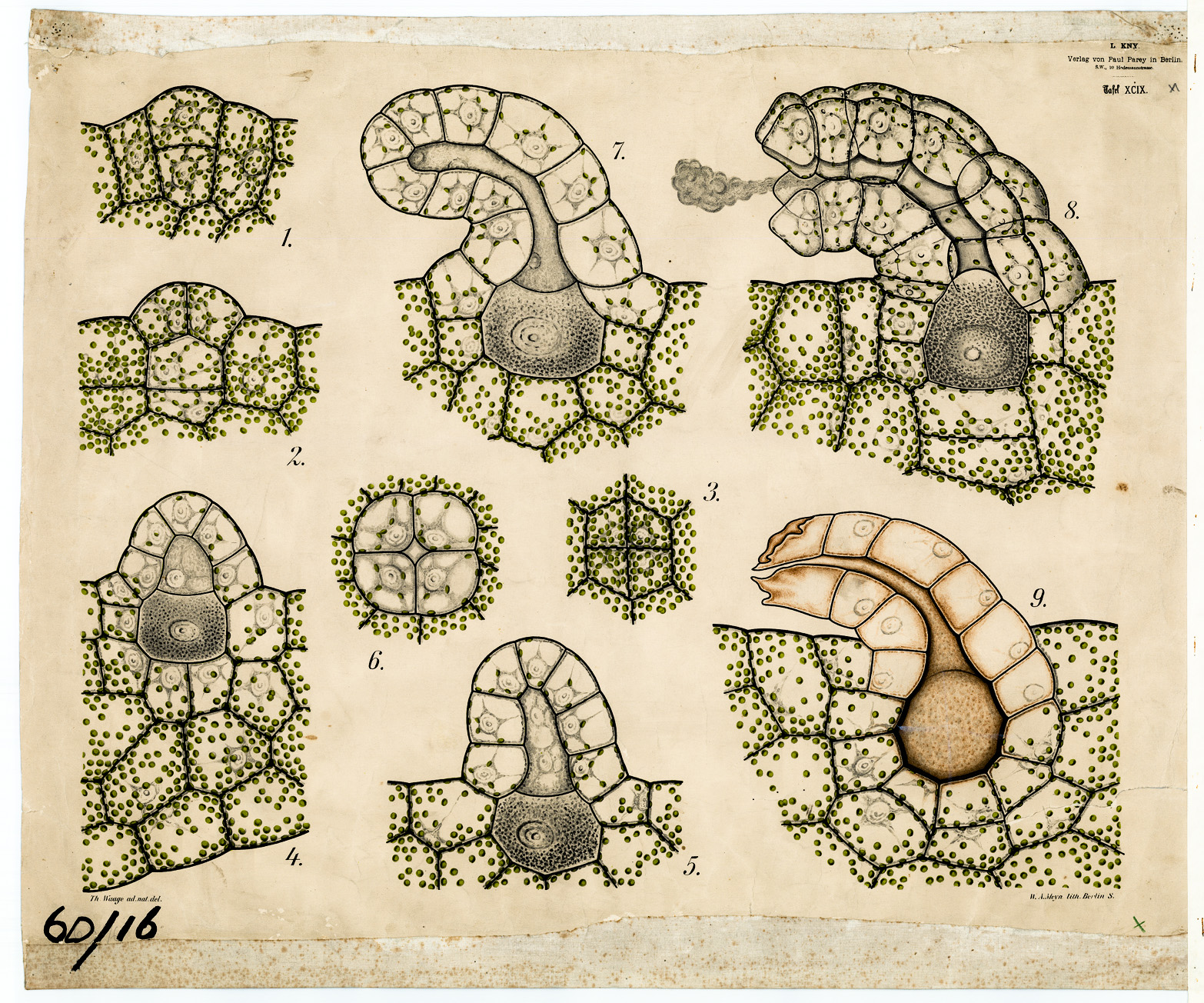
Różne rodzaje rodni u mchów

Gametangium (l. mn.: gametangia) – komórka lub wielokomórkowy narząd, w którym wytwarzane są gamety. Wyróżnia się dwa rodzaje gametangiów: 
- gametangia męskie to plemnie (anteridium),
- jednokomórkowe gametangia żeńskie to lęgnie (oogonium), wielokomórkowe to rodnie (archegonium)

Gametangia występują u wielu wielokomórkowych protistów oraz glonów, grzybów i na gametoficie roślin. 